# Moo-jeok-ja
Moo-jeok-ja (무적자, lit. "Invencible"), comercialitzada internacionalment com A Better Tomorrow és una pel·lícula dramàtica d'acció de Corea del Sud del 2010 protagonitzada per Joo Jin-mo, Song Seung-heon, Kim Kang-woo i Jo Han-sun. És un remake oficial de la pel·lícula de Hong Kong de 1986 A Better Tomorrow. Va ser dirigida per Song Hae-sung i produïda per Fingerprint Pictures. John Woo, que va dirigir la versió original de 1986, va actuar com a productor executiu.
La pel·lícula es va estrenar com a part d'esdeveniments especials a la 67a Mostra Internacional de Cinema de Venècia el 2 de setembre de 2010, on va ser presentada per John Woo, com que tenia "el seu propi caràcter i ànima pròpia, i molts elements nous". Es va estrenar als cinemes el 16 de setembre de 2010.

## Argument
Kim Hyuk (Joo Jin-mo) és un detectiu de l'Agència Nacional de Policia de Corea del Sud després d'haver escapat de Corea del Nord quan era adolescent. Sense que els seus superiors ho sàpiguen, també passa les nits de lluna com a contrabandista d'armes amb el seu millor amic i company de crim, Lee Young-choon (Song Seung-heon), que també va desertar del nord. Hyuk té un germà petit, Chul (Kim Kang-woo), a qui es va veure obligat a deixar enrere (juntament amb la seva mare) durant la seva fugida. Amb sentiment de culpa per haver deixat el seu germà enrere, Hyuk s'ha passat els últims anys buscant el seu germà. Finalment, troba en Chul en un camp d'internament per als desertors del nord, però en Chul es molesta amb Hyuk per deixar-los enrere. Aleshores es revela que la seva mare va ser assassinada per les autoritats de Corea del Nord com a càstig per la fugida de Hyuk.
Hyuk va a Tailàndia per completar un tracte d'armes, acompanyat d'un gàngster ambiciós anomenat Jung Tae-min (Jo Han-sun). No obstant això, l'acord resulta ser un trampa de Jung, que deixa Hyuk perquè sigui assassinat pels gàngsters tailandesos. Sobreviu però és detingut i condemnat a tres anys de presó. Després de llegir sobre la captura d'Hyuk al diari, en Lee troba el gàngster tailandès en un saló de massatges i el mata a ell i als seus secuaços. No obstant això, en el tiroteig posterior, se li dispara al genoll i queda paralitzat. Hyuk surt de la presó. Penedit i decidit a començar una nova vida, troba feina com a taxista. Mentrestant, Chul s'ha convertit en oficial de la Policia Nacional i Jung s'ha convertit en el líder de l'operació de contraban d'armes, mentre que Lee, eliminat de l'operació d'armes per Jung, fa feines ocasionals per sobreviure.
Durant una reunió emotiva, en Lee li demana a Hyuk que torni a l'inframón i es venja de Jung, però Hyuk es nega. Ell busca en Chul, amb l'esperança d'una reconciliació, però Chul el rebutja, veient en Hyuk més que un criminal i encara ressentit perquè Hyuk deixés la família a Corea del Nord. Jung troba Hyuk i el pressiona perquè es torni a unir a l'organització, fins i tot oferint-li tornar-li a Lee el seu antic treball, però Hyuk es nega. Mentrestant, Chul s'obsessiona amb arrestar Jung. Després que Jung hagi vençut en Lee i amenaça de fer mal a Chul, Hyuk decideix unir-se al seu vell amic per venjar-se de Jung. Hyuk i Lee roben proves incriminatòries del negoci del contraban, i Hyuk les envia secretament a la policia mentre enganya en Lee perquè li pagui un gran rescat. Utilitzant a Jung com a ostatge, Hyuk i Young-choon porten els diners a un moll, amb la intenció d'escapar en vaixell. Mentrestant, després d'haver seguit el seu germà, Chul arriba a l'escena però és capturat pels homes de Jung. Tot i que és lliure d'escapar, Hyuk decideix tornar per salvar en Chul i li demana a Lee que se'n vagi amb els diners.
Hyuk torna i s'ofereix a canviar Jung per Chul, però el comerç esclata un tiroteig salvatge. Hyuk i Chul són ferits i atrapats, però de sobte apareix Lee i els salva. Després de matar molts dels homes de Jung, Lee aconsella a Chul, dient-li que hauria d'estar agraït de tenir un germà com Hyuk. Llavors és disparat a l'esquena i mort pels homes de Jung. La policia arriba, però Jung fuig a un acer proper. Hyuk i Chul el persegueixen, però Hyuk és mort a trets quan protegeix en Chul dels trets de Jung. Jung es burla de Chul i es prepara per lliurar-se a la policia dels voltants. Malgrat els avisos de la policia de deixar caure l'arma, en Chul dispara i mata a Jung. A mesura que la policia avança, Chul agafa el cos del seu germà entre els seus braços i es lamenta amb llàgrimes que el troba a faltar. Apunta la seva arma al cap i l'escena es torna negra quan se sent un sol tret.

## Repartiment
- Joo Jin-mo – Kim Hyuk
- Song Seung-heon – Lee Young-choon[6]
- Kim Kang-woo – Kim Chul
- Jo Han-sun – Jung Tae-min[7]
- Lee Geung-young – Park Kyung-wi
- Kim Ji-young – aunt
- Kim Hae-gon – Boss Jung
- Im Hyung-joon – Detectiu Lee
- Lee Ki-hyuk as Combat police
- Seo Tae-hwa – Public Prosecutor Jo
- Jeong Gi-seop – Detectiu Park
- Moon Kyung-min
- Lee Sin-seong

## Diferències entre remake i original
- Els protagonistes són traficants d'armes en lloc de falsificadors.
- Kim Hyuk és un agent de policia que es mostra a la mitjanit com a traficant d'armes il·legal, mentre que el seu homòleg a l'original, Sung Chi-ho no estava involucrat en lla violació de la llei.
- En Chul és hostil i ressentit cap a Hyuk pel seu abandonament percebut com a adolescent, mentre que Ho i Kit tenen una estreta relació fraternal fins a la detenció d'Ho.
- Es mostra que Young-choon desconfia dels motius de Jung, i Hyuk és testimoni de la traïció de Jung durant el tracte. A l'original, la duplicitat de Shing no es revela fins molt més tard a la pel·lícula.
- A diferència de Kit, Chul no té núvia, per tant, no hi ha papers femenins.
- S'entén que Young-choon treballa per ell mateix (fent feines ocasionals) després d'haver estat detingut, mentre que a l'original es mostra que Mark treballa per a Shing.
- Young-choon és disparat i assassinat per una multitud d'homes de Jung, mentre que Mark va ser assassinat per Shing (i la seva mà dreta) directament.
- Hyuk i Chul moren al remake, mentre que Ho i Kit sobreviuen a l'enfrontament final i es reconcilien a l'original.

## Recepció
A Corea, la pel·lícula va ocupar el segon lloc i va recaptar més de 2.800 milions de wons sud-coreans en la seva primera setmana d'estrena, i va recaptar un total d'11.000 milions de wons sud-coreans en sis setmanes de projecció. La pel·lícula va vendre un total de 1.546.420 entrades a tot el país. Al Japó, va ocupar el lloc número 11 i va recaptar més de 19 milions de iens japonesos en la seva setmana de llançament a 103 pantalles.
Film Business Asia va donar a la pel·lícula una puntuació de cinc sobre deu, opinant que "hi ha molt masclisme de Corea del Sud (sense la lleugeresa i l'humor del seu equivalent a Hong Kong) i un un nucli emocional molt més fosc, amb uns vincles masculins intensos... fent d'això un assumpte opressiu exclusivament masculí augmentat per la fotografia saturada i l'acció a la cara."